# Matière de Rome
Matière de Rome is de benaming voor de middeleeuwse verhalencyclus gebaseerd op Romeinse mythologie en de geschiedenis van het Romeinse Rijk.

## Etymologie
Het begrip Matière de Rome werd geïntroduceerd door de dichter Jean Bodel die leefde in de 12e eeuw. In zijn Oudfranse epos Chanson de Saisnes onderscheidt hij de Franse, de Bretonse en de Romeinse vertelstof: 
Ne sont que 3 matières à nul homme atandant,

De France et de Bretaigne, et de Rome la grant.
Volgens deze indeling bestaan er dus drie verschillende thematische sagewerelden: die van Bretagne / Brittannië welke de koning Arthur verhalen omvatte, de op de Romeinse mythologie terug te voeren Matière de Rome en de zogenaamde Matière de France die met name de ridders van Karel de Grote en hun oorlogen met de Moren en Saracenen thematiseert.

## Ontstaan en ontwikkeling
De verhalencyclus ontstond in de 12e eeuw en heeft waarschijnlijk een verband met de herleefde interesse in de Oudheid van de universiteiten. Daarnaast waren dit ook de hoogtijdagen van de kruistochten, waarbij men de overvloedige overblijfselen van het Romeinse Rijk in het Midden-Oosten voor het eerst zag. Dit is ook een belangrijk element in de matière de Rome verhalen: ze spelen zich af in een overvloedig en fantastisch rijke wereld.

## Invloed
Deze verhalencyclus heeft grote invloed gehad, met name op de manier waarop de adel en de ridderklasse over zichzelf dachten. Ze werden door deze verhalen bevestigd in hun beeld dat ze een nobele afkomst hadden en ze dachten dat de oorsprong van de ridders terug te voeren was naar de Romeinse tijd.
De verhalen voeden de interesse van de seculaire klasse in de geschiedenis van de Oudheid, en er worden allerlei teksten uit het Latijn naar het Frans en Engels vertaald.

## Verhalen
- Benoît de Sainte-Maure – Roman de Troie
- le Roman de Thèbes
- John Lydgate:

Siege of Thebes
Troy Book, or the History, Siege and Destruction of Troy 
- Ipomadon (14e-eeuws)
- Hue de Rotelande

Ipomadon
Protheselaus 
- hystoire de Jules Cesar (Middeleeuwse vertaling/interpretatie, niet De Vitis Caesarum)
- Alexanderroman

## Zie Ook
- Middeleeuwse literatuur
- Matière de Bretagne
- Matière de France